# Попович Олександр Сергійович
Олександр Сергійович Попович (21 серпня 1939, місто Корсунь-Шевченківський, тепер Черкаської області) — український діяч, науковець, Заслужений діяч науки і техніки України (1999), доктор економічних наук (2006), кандидат фізико-математичних наук (1971), завідувач міжгалузевої лабораторії МОН України та НАН України з проблем формування та реалізації науково-технологічної політики Центру досліджень науково-технічного потенціалу та історії науки ім. Г. М. Доброва НАН України. Член Ревізійної Комісії КПУ в 1986—1990 р. Член ЦК КПУ в 1990—1991 р.

## Біографія
У 1962 закінчив Київський державний університет ім. Тараса Шевченка (радіофізичний факультет, кафедра фізичної електроніки).
Працював в Інституті фізики та Інституті ядерних досліджень АН України.Тема кандидатської дисертациї: «Дослідження стійкості та дифузії плазми, обмеженої електропровідними стінками». Докторська дисертація: «Основні фактори ефективності науково-технологічної та інноваційної політики в їх системній взаємодії».
У 1972—1989 роках — на науково-організаційній роботі у відділах науки і навчальних закладів (у тому числі — заступника завідувача відділу) ЦК КПУ та ЦК КПРС, продовжуючи працювати в Інституті ядерних досліджень на громадських засадах. У 1989—1990 рр. — завідувач ідеологічного відділу ЦК КПУ. У жовтні 1990—1991 рр. — завідувач відділу гуманітарних проблем ЦК КПУ.
Після двох років праці провідним науковим співробітником Інституту фізики НАН України на початку 1990-х років очолив відділ координації роботи наукових організацій міста Києва, Головне управління Міністерства науки і технологій, був науковим консультантом Президента України.
З 2000 р. працює в Центрі досліджень науково-технічного потенціалу та історії науки ім. Г. М. Доброва НАН України. Праці присвячені удосконаленню правової бази науки, формуванню ефективної науково-технологічної та інноваційної політики держави, прогнозуванню науково-технологічного та інноваційного розвитку України, соціальному капіталу науки. Обґрунтував ідею про створення ієрархії науково-технологічних пріоритетів, яка має конструктивне значення для формування ефективної науково-технологічної політики.
За його безпосередньої участі підготовлено зміни до Законів України «Про пріоритетні напрями розвитку науки і техніки», «Про пріоритетні напрями інноваційної діяльності в Україні», «Про інноваційну діяльність».
Опублікував понад 130 наукових, науково-популярних та публіцистичних робіт у галузі фізики плазми, проблем інноваційного розвитку економіки, управління наукою, формування і реалізації науково-технологічної та інноваційної політики та історії науки.
Основні наукові праці: «Диффузия плазмы в магнитном поле» (1979, з А. А. Гуріним та Л. Л. Пасічником), «Раціональне фінансування науки як передумова розбудови знаннєвого суспільства в Україні» (2004, з Б. А. Маліцьким, І. О. Булкіним, В. П. Соловйовим, І. Ю. Єгоровим, Т. В. Шокун), «Методичні рекомендації щодо проведення прогнозно-аналітичного дослідження в рамках Державної програми прогнозування науково-технологічного та інноваційного розвитку України» (2004, з Б. А. Маліцьким, В. П. Соловйовим), «Науково-технологічна та інноваційна політика: основні механізми формування та реалізації» (2005), «Обґрунтування інноваційної моделі структурної перебудови економіки України» (2005, з Б. А. Маліцьким, В. П. Соловйовим, В. Я. Артемовою, І. Ю. Єгоровим), «Зведений прогноз науково-технологічного та інноваційного розвитку України на найближчі 5 років та наступне десятиліття» (2007, в складі групи авторів).

## Нагороди
Нагороджений орденом «Знак Пошани» (1981).